# Between (televisieserie)
Between is een Canadese dramaserie van de zender City in samenwerking met Netflix. Het eerste seizoen (bestaande uit zes afleveringen) ging op 21 mei 2015 in première. Het eerste seizoen eindigde op 25 juni 2015. Op 8 juli 2015 werd een tweede seizoen aangekondigd voor 2016.

## Verhaal
In het stadje 'Pretty Lake' zorgt een virus ervoor dat iedereen van 22 jaar en ouder overlijdt. Het stadje wordt door de overheid afgesloten van de buitenwereld, wat zorgt voor veel frictie tussen de verschillende bewoners in het plaatsje.

## Afleveringen
| Seizoen | datum eerste aflevering | datum laatste aflevering | aantal afleveringen |
| ------- | ----------------------- | ------------------------ | ------------------- |
| 1       | 21 mei 2015             | 25 juni 2015             | 6                   |
| 2       | 2016                    | -                        | 6                   |

## Rolverdeling

### Hoofdrolspelers
- Jesse Carere – als Adam
- Ryan Allen – als Gord
- Justin Kelly – als Chuck
- Kyle Mac – als Ronnie
- Jack Murray – als Mark
- Brooke Palsson – als Melissa
- Shailyn Pierre-Dixon – als Frances
- Jordan Todosey – als Tracey
- Jim Watson – als Pat
- Jennette McCurdy – als Wiley
- Krystal Hope Nausbaum – als Amanda
- Jesse Bostick – als Felix
- Shailene Garnett – als Ms. Symonds

## Kijkcijfers
Het eerste seizoen van Between haalde een totaal van 3,2 miljoen kijkers en bereikte daarmee ongeveer 10% van de Canadese bevolking.